# Rio Camanducaia
Le Rio Camanducaiaest un cours d'eau, affluent du Rio Jaguari, des États de Minas Gerais et São Paulo, Brésil. Il naît dans la municipalité de Toledo dans l'État du Minas Gerais et se jette dans le Rio Jaguari , dans la municipalité de Jaguariúna dans l'état de São Paulo et est ainsi une rivière du domaine de l'Union.

## Géographie
La surface du bassin du rio Camanducaia est de 870,68 km2, comprend, dans ses limites territoriales, les municipalités de São Paulo d'Amparo, Jaguariúna, Monte Alegre do Sul, Pinhalzinho, Serra Negra, Socorro et la municipalité du Minas Gerais Tolèdo en plus des municipalités de São Paulo appelées de borda qui sont Pedra Bela, Pedreira, Tuiuti, Santo Antônio de Posse et Holambra.